# 오미희
오미희(한국 한자: 吳美姬, 1958년 5월 28일 ~ )는 대한민국의 배우이다.

## 생애
1979년 MBC 공채 11기로 데뷔하였다.

## 학력
- 청주여자상업고등학교 (졸업)

## 작품 활동

### 드라마
- 1980년 MBC 주간드라마 《수사반장》 ... 여형사 역
- 1980년 MBC 월화드라마 《백년 손님》
- 1981년 MBC 주말연속극 《성난 눈동자》
- 1982년 KBS2 주간드라마 《사랑의 조건》
- 1984년 MBC 주간연속극 《당신》
- 1990년 MBC 어린이드라마 《내 친구 깨치》
- 1990년 MBC 아침드라마 《아직은 마흔아홉》 ... 정서 역
- 1991년 MBC 아침드라마 《말로만 중산층》 ... 시영 엄마 역
- 1992년 SBS 드라마스페셜 《궁합이 맞습니다》 ... 양선주 역
- 1992년 KBS2 일일드라마 《숲속의 바람》
- 1992년 SBS 창사특집극 《어디로 가나》
- 1993년 SBS 월화드라마 《댁의 남편은 어떠십니까》 ... 나광자 역
- 1994년 MBC 일요아침드라마 《짝》 ... 차지풍의 처, 소영 역
- 1994년 KBS1 창사특집드마라 《겨울 도화리》
- 1994년 KBS2 일일드라마 《한쪽 눈을 감아요》
- 1995년 MBC 주말연속극 《사랑과 결혼》
- 1996년 SBS 아침연속극 《만남》 ... 배유미 역
- 1996년 MBC 아침드라마 《길 위의 여자》
- 1999년 KBS1 일일연속극 《사람의 집》
- 2001년 SBS 주말극장 《그래도 사랑해》 ... 박기정 역
- 2006년 MBC 수목미니시리즈 《궁S》 ... 황태후 역
- 2006년 KBS2 월화미니시리즈 《눈의 여왕》 ... 보라 모 역
- 2008년 MBC 아침드라마 《흔들리지마》 ... 소희정 역
- 2009년 SBS 아침연속극 《녹색마차》 ... 도 여사 역
- 2009년 MBC 특별기획 주말드라마 《보석비빔밥》 ... 카일 모 역 (특별출연)
- 2009년 KBS2 아침드라마 《다 줄거야》 ... 강보영 역
- 2011년 MBC 수목미니시리즈 《로열 패밀리》 ... 진숙향 역
- 2011년 SBS 월화드라마 《내게 거짓말을 해봐》 ... 현명진 역
- 2011년 MBC 토요드라마 《심야병원》 ... 손가락을 다친 환자 역 (특별출연)
- 2012년 채널A 월화드라마 《굿바이 마눌》 ... 이옥분 역
- 2012년 MBC 수목미니시리즈 《아이두 아이두》 ... 장 여사 역
- 2013년 SBS 특별기획 《세 번 결혼하는 여자》 ... 천경숙 역
- 2014년 SBS 일일드라마 《사랑만 할래》 ... 정숙희 역
- 2014년 KBS2 단막드라마 《KBS 드라마 스페셜 - 카레의 맛》 ... 정순 역
- 2016년 MBC 아침드라마 《좋은사람》 ... 차승희 역
- 2016년 SBS 주말드라마 《그래, 그런거야》 ... 찬우 모 역 (특별출연)
- 2018년 SBS 미니시리즈 《키스 먼저 할까요》 ... 백지민의 어머니 역
- 2018년 MBN 수목드라마 《설렘주의보》 ... 고경은 역
- 2019년 OCN 수목드라마 《달리는 조사관》 ... 안경숙 역
- 2021년 KBS2 일일드라마 《미스 몬테크리스토》 ... 황지나 역
- 2022년 SBS 월화드라마 《우리는 오늘부터》 ... 왕작가 역
- 2025년 tvN 드라마 《O'PENing - 로드 투 외과의사》 … 김숙자 역

### 영화
- 《스승의 은혜》  ... 담임 선생님 역
- 《내 생애 가장 아름다운 일주일》 ... 오 여인, 오선희 역
- 《서양골동양과자점 앤티크》
- 《언니가 간다》
- 《웨딩드레스》(특별출연 - 라디오 DJ 목소리 역)
- 《용서》(내레이션)
- 《푸른노을》 ... 은녀 역
- 《마녀》 ... 구선생 부인 역

### 방송 및 진행
- 1985년~1986년 《내 마음의 노래》- MBC(공동진행 남:고 박상규/여: 오미희)
- 1982년~1986년 《11시에 만납시다》- KBS 2TV (2대 진행자)
- 《새롭게 하소서》- CBS
- 1997년 《생방송 열린 스튜디오》 - KBS 2TV(공동진행 남:한진희/여: 오미희)
- 2013년 《MBC 스페셜》 594회 : 마지막 해인-오랑바자우라우 MBC - 내레이션
- 2016년 《다큐공감》 143회 : 라디오 극장, 달콤한 인생 KBS 1TV - 내레이션
- 2018년 《다큐 플러스》 3회 : 식탁이 양배추를 만났을 때 JTBC - 내레이션
- 2018년 《다큐 플러스》 32회 : '같이'의 가치, 이제는 공유가치시대 JTBC - 내레이션
- 2019년 《다큐공감》 308회 : 깡깡이 아지매를 아시나요 KBS 1TV - 내레이션

### 라디오 진행
- 《가요산책》- KBS 2FM
- 《가요응접실》- MBC FM4U
- 《그대 곁에 오미희입니다》- SBS 파워FM
- 《오미희의 행복한 동행》- CBS 음악FM (2007년 1월 1일 ~ 2016년 1월 31일)

### 광고
- 청계제약 포룡액
- 한성기업 튜니참치캔
- 롯데백화점
- 영진약품 판크론
- 삼익제약 마파람
- 아모레퍼시픽 아모레 브리앙스
- 유한킴벌리 크리넥스 바쓰룸티슈
- 효성 듀라인정수기
- 롯데기공 프린스가스오븐렌지
- LG생활건강 유니나샴푸린스 아치형칫솔
- 보건복지부 암 조기검진 캠페인
- 국제종합기계 썬플렉스
- 건강한 인터넷 문화 필요성 캠페인 인터넷피해구제센터 범죄
- 글래스락
- 오미희타임
- 시몬스침대
- 에스콰이아구두

## 기타 활동
- 2011년 사단법인 한국소아당뇨인협회 홍보대사

## 수상 내역
- 1996년 MBC 연기대상 라디오부문 최우수상
- 1996년 한국문인협회 선정 가장 문학적인 상
- 2000년 한글학회 6월의 우리말 지킴이
- 2005년 제13회 춘사대상영화제 여우조연상 《내 생애 가장 아름다운 일주일》
- 2010년 한국방송대상 진행자상